# Thomas Synaeghel
Ne doit pas être confondu avec Christian Synaeghel.

a Compétitions nationales et continentales officielles uniquement.

Dernière mise à jour le 28 juin 2025.
Thomas Synaeghel, né le 26 avril 1987, est un joueur français de rugby à XV évoluant au poste de pilier. Il se reconvertit ensuite en tant qu'entraîneur.

## Biographie

### Carrière de joueur
En 2010, en provenance du SU Agen, Thomas Synaeghel signe un contrat de deux saisons avec l'Union sportive dacquoise. Il apparaît à la fin de la saison 2011-2012 sur la liste de 27 joueurs de Philippe Saint-André, sélectionneur du XV de France, ne disputant pas les demi-finales de Top 14, afin de participer à des tests physiques au Centre national du rugby en préparation pour la tournée d'été en Argentine. Sur l'ensemble des pré-sélectionnés, il fait partie des deux joueurs de Pro D2 présents. Il n'est néanmoins pas retenu au sein de l'effectif final destiné à porter le maillot national.
Il s'engage alors avec le Biarritz olympique pour deux saisons.
Le Biarritz olympique le recrute à nouveau à partir de la saison 2016-2017. Le 2 décembre 2017, le club annonce qu'il prolonge son contrat jusqu'en 2021.
À l'issue de cette denière saison, il n'est pas conservé par le club biarrot.

### Carrière d'entraîneur
Après sa non-prolongation, Synaeghel prend alors sa retraite en tant que joueur et se reconvertit en tant qu'entraîneur, rejoignant le FC Oloron en Fédérale 1, responsable des avants auprès du manager Benjamin Bagate.
La saison suivante, il prend en charge les avants de l'AS Soustons dans le département voisin, alors en Fédérale 2.
Après deux saisons, il est nommé entraîneur des avants du Saint-Jean-de-Luz olympique rugby.
À l'intersaison 2025, il fait son retour à l'Union sportive dacquoise en Pro D2, intégrant le nouvel encadrement technique autour de Vincent Etcheto.

## Palmarès
- Championnat de France Crabos :
  - Champion : 2005[réf. nécessaire].
- Championnat de France de 2e division :
  - Champion : 2010 avec le SU Agen.
  - Demi-finaliste : 2012 avec l'US Dax.